# Ламмермурская невеста
«Ламмерму́рская неве́ста» (англ. The Bride of Lammermoor) — исторический роман Вальтера Скотта, опубликованный в 1819 году. Вместе с «Легендой о Монтрозе» входит в третью часть серии «Рассказы трактирщика»: романы были опубликованы вместе, «Ламмермурская невеста» занимала два первых и половину третьего тома, а «Легенда о Монтрозе» — остаток третьего и четвёртый том. На сюжет романа итальянским композитором Доницетти написана опера «Лючия ди Ламмермур».
Действие происходит в Шотландии во времена правления королевы Анны (1702—1714). Сюжет, рассказывающий трагическую любовную историю в духе «Ромео и Джульетты» на фоне междоусобных распрей шотландской аристократии, основан на реальных событиях: еще мальчиком Вальтер Скотт слышал о семейной трагедии, рассказ о которой был любимым у его двоюродной бабушки. Прообразом Люси Эштон является Джанет Далримпл (англ. Janet Dalrymple), дочь знаменитого юриста Джеймса Далримпла. Её семья симпатизировала ковенантерам, а Джанет тайно обручилась с роялистом, лордом Рутерфордом. Она вынуждена была признаться в этом и разорвать помолвку, когда родители представили другого, подходящего на их взгляд жениха. В ночь свадьбы Джанет в припадке безумия тяжело ранила мужчину, которого одобрили её родители, и сама умерла через две недели, так и не придя в чувство.

## Предыстория
Рассказ о создании этого романа занимает внушительное место в книге биографа Скотта Дж. Г. Локхарта «Жизнь Вальтера Скотта» (англ. Life of Sir Walter Scott; 1837—1838). Локхарт пишет, что Скотт страдал от мучительных судорог живота и что весь роман был продиктован им из постели. Он был опубликован до полного выздоровления автора и, по словам Локхарта, Скотт был слишком болен, чтобы заниматься редактурой, а после выздоровления якобы не мог вспомнить ни одной сцены или персонажа «Ламмермурской невесты». Тем не менее, почерком Вальтера Скотта написано большинство сохранившихся рукописей, в которых также присутствуют авторские правки. Роман был завершён в середине апреля 1819 года.